# Baronía de Esponellá
La Baronía de Esponellá es un título nobiliario español creado el 14 de julio de 1717 por el Archiduque pretendiente Carlos de Austria y reconocido como título del reino por el rey Felipe V  el 12 de marzo de 1728 a favor de Garpar Berat de Pujalt y Cortada, señor del castillo de Esponellá en la provincia de Gerona.
El Título fue rehabilitado en 1899 por el rey Alfonso XIII, a favor de Epifanio de Fortuny y de Carpi.

## Barones de Esponellá
|                                                        | Titular                                                | Periodo                                                |
| Creación por Archiduque pretendiente Carlos de Austria | Creación por Archiduque pretendiente Carlos de Austria | Creación por Archiduque pretendiente Carlos de Austria |
| ------------------------------------------------------ | ------------------------------------------------------ | ------------------------------------------------------ |
| I                                                      | Gaspar Berart y Cortiada                               | 1717-                                                  |
| ..                                                     | .                                                      |                                                        |
| Rehabilitación por Alfonso XIII                        |                                                        |                                                        |
| II                                                     | Epifanio de Fortuny y de Carpi                         | 1899-1924                                              |
| III                                                    | Carlos de Fortuny y Miralles                           | 1924-1931                                              |
| IV                                                     | Epifanio de Fortuny y Salazar                          | 1931-1989                                              |
| V                                                      | Carlos de Fortuny y Cucurny                            | 1992-2006                                              |
| VI                                                     | Epifanio de Fortuny y Palá                             | 2011-actual titular                                    |

## Historia de los Barones de Esponellá
- Gaspar Berart y Cortada, I barón de Esponellá.

Rehabilitado en 1899 por:
- Epifanio de Fortuny y de Carpi (f. en 1924), II barón de Esponellá.

1. Casó con María Teresa Miralles de Pérez-Cabrero. Le sucedió su hijo:

- Carlos de Fortuny y Miralles, III barón de Esponellá.

1. Casó con María de la Asunción de Salazar y Ribas. Le sucedió, en 1931, su hijo:

- Epifanio de Fortuny y Salazar(n. en 1898), IV barón de Esponellá.

1. Casó con Monserrat Cucurny y Camps. Le sucedió, en 1992, su hijo:

- Carlos de Fortuny y Cucurny (n. en 1928), V barón de Esponellá.

1. Casó con Carmen Palá y de Gabás. Le sucedió, en 2011, su hijo:

- Epifanio de Fortuny y Palá, VI barón de Esponellá.